# Pristimantis vidua
Pristimantis vidua es una especie de anfibio anuro de la familia Craugastoridae.

## Distribución
Esta especie es endémica del sur de Ecuador. Habita entre los 2710 y 3100 m de altitud en las provincias de Loja y Zamora-Chinchipe.

## Descripción
Las hembras miden de 18.0 a 23.1 mm.

## Publicación original
- Lynch, 1979 : Leptodactylid frogs of the genus Eleutherodactylus from the Andes of southern Ecuador. Miscellaneous Publication, Museum of Natural History, University of Kansas, n.º 66, p. 1-62[5]